# Östergötlands runinskrifter 1
Runinskrift Ög 1 är en rent ornamental runsten och det bevarade fragmentet är en gravhäll av kalksten. Stenen var länge försvunnen efter att gamla kyrkan revs 1882, men återfanns i kyrkans bogårdsmur 1968. Den står nu rest utanför Fivelstads kyrka i Fivelstads socken.